# Mont Jackson
Le mont Jackson, ou mont Andrew Jackson, anciennement mont Ernest Gruening, est une montagne qui domine la partie australe de la péninsule Antarctique, la terre de Palmer. Il fait partie des revendications territoriales britanniques, argentines et chiliennes sur l'Antarctique.
Avec 3 184 mètres, il était considéré, jusqu'en 2017, comme la plus haute montagne de la péninsule Antarctique avant que la véritable altitude du mont Hope (3 239 mètres, dans le chaînon Eternity (en), ne soit mesurée.
Il a été nommé ainsi en l'honneur d'Ernest Gruening, gouverneur de l'Alaska, puis d'Andrew Jackson, le septième président des États-Unis.

## Géographie
Le mont Jackson et les montagnes Welch délimitent la côte de Black (en) centrale, qui est découpée par de nombreuses criques et délimitée à l'ouest par le plateau Dyer (en) situé au centre de la terre de Palmer. Les deux reliefs s'élèvent au-dessus de la banquise avec des hauteurs d'environ 1 200 à 1 500 mètres vers l'est. Ils sont reliés par des zones de cascade de glace formant un plateau avec des pentes enneigées abruptes. Le mont Jackson s'élève sur son flanc sud-est, affichant un sommet en clocher, tandis que le flanc nord est occupé par un vaste cirque. Les moraines supra-glaciaires du côté est de la montagne mesurent entre 1 et 5 kilomètres de longueur.